# معركة الثغرة (1965)
معركة الثغرة فيلم أمريكي أخرجه Ken Annakin سنة 1965.